# بوبي كورتيس
بوبي كورتيس (بالإنجليزية: Bobby Curtis)‏ هو لاعب كرة قدم أمريكية أمريكي، ولد في 23 أكتوبر 1964 في ماكون في الولايات المتحدة.

## وصلات خارجية
- بوبي كورتيس على موقع مرجع كرة القدم المحترفة.كوم (الإنجليزية)